# 산화 스트레스

조직 손상에서 산화 스트레스의 메커니즘. 생체이물에 의해 유도된 자유 라디칼 독성 및 세포 효소에 의한 후속적인 해독 과정(종결).

산화 스트레스(영어: oxidative stress)는 활성산소의 생성과 반응성 중간생성물을 해독하거나 활성산소로 인한 손상을 복구하는 생물학적 능력 사이의 불균형을 반영한다. 세포의 정상적인 산화환원 상태의 교란은 단백질, 지질, DNA를 포함한 세포의 모든 구성 요소들을 손상시킬 수 있는 과산화물 및 자유 라디칼의 생성을 통해 독성 효과를 일으킬 수 있다. 세포 호흡으로 인한 산화 스트레스는 DNA의 염기 손상과 DNA 가닥을 파괴시킬 수 있다. 염기의 손상은 대부분 간접적이며 생성된 활성산소, 예를 들어 O2−(초과산화물 라디칼), OH (하이드록실 라디칼) and H2O2(과산화 수소)에 의해 일어난다. 또한 일부 활성산소는 산화환원 신호전달에서 메신저로 작용한다. 따라서 산화 스트레스는 정상적인 세포 신호전달의 메커니즘을 방해할 수 있다.

## COVID-19 및 심혈관계 손상
산화 스트레스가 COVID-19에 의한 심장 합병증을 결정하는 데 중요한 역할을 할 수 있다고 제안되었다.

## 같이 보기
- 환원 스트레스
- 무카탈레이스증
- 항산화제
- 브루스 에임스
- 던햄 하먼
- 말론다이알데하이드, 산화 스트레스 마커
- 노화의 자유 라디칼 이론
- 호르메시스
- 일산화 질소
- 산화촉진제
- 항산화 스트레스